# Indijanec (ozvezdje)
Indijanec je ozvezdje ne južnem nebu, ustvarjeno konec 16. stoletja.

## Zgodovina
Ozvezdje je ustvaril Petrus Plancius ustvaril po opazovanjih Pietra Dirkszoona Keyserja in Fredericka de Houtmana. Prvič je bil upodobljen leta 1603 v Bayerjevem nebesnem atlasu Uranometria. Plancius ga prikazuje kot nagega moškega s puščicami v obeh rokah, a brez loka.

## Značilnosti
Indijanec meji na Tukana na jugovzhodu, na Žerjava na severovzhodu, na Mikroskop na severu, na Strelca v severozahodnem kotu, na Teleskop na severozahodu, na Pava na zahodu in na Oktant na jugu.

### Zvezde
Ne vsebuje nobene svetlejše zvezde. Glavne zvezde v Indijancu so:
- α Indijanca (najsvetlejša z navideznim sijem 3,1, 101 svetlobno leto oddaljena od Zemlje, oranžna orjakinja razreda K0 III-IV) najsposobnejših zvezda v Industrijskih.
- β Indijanca (navidezni sij 3,7, 600 svetlobnih let, svetla oranžna orjakinja razreda K1 II)
- δ Indijanca (dvojna zvezda, navidezni sij 4,40, 188 svetlobnih let, obe beli zvezdi sta razreda F0 IV)

### Objekti globokega neba
- Galaksiji NGC 7090 in NGC 7049.
- Supersvetla supernova ASASSN-15lh (tudi SN 2015L[5]) je ob svojem vrhuncu izsevala 50-krat več energije kot vsa Rimska cesta[6]